# Carlos Velasco Carballo
Carlos Velasco Carballo (Madrid, 16 de março de 1971) é um árbitro de futebol espanhol. Integra o quadro da FIFA desde 2008.
Estreou na Liga espanhola em 2004. Apitou a Final da Liga Europa da UEFA de 2010-11. Na Eurocopa 2012 apitou o jogo inaugural entre Polônia e Grêcia.
Foi o árbitro da partida polêmica das quartas-de-final entre Brasil e Colômbia da Copa do Mundo de 2014, onde o jogador colombiano Zuñiga aplicou uma jogada dura, usando o joelho, na região lombar de seu oponente Neymar Jr., que ocasionou uma fratura de vértebra. Entre vários erros de arbitragem , juiz não aplicou a falta violenta.